# Latrodectus katipo
Espèce
Synonymes
- Theridium melanozantha Urquhart, 1887
- Theridium zebrinia Urquhart, 1890
- Latrodectus katipo atritus Urquhart, 1890

Latrodectus katipo est une espèce d'araignées aranéomorphes de la famille des Theridiidae.

## Distribution

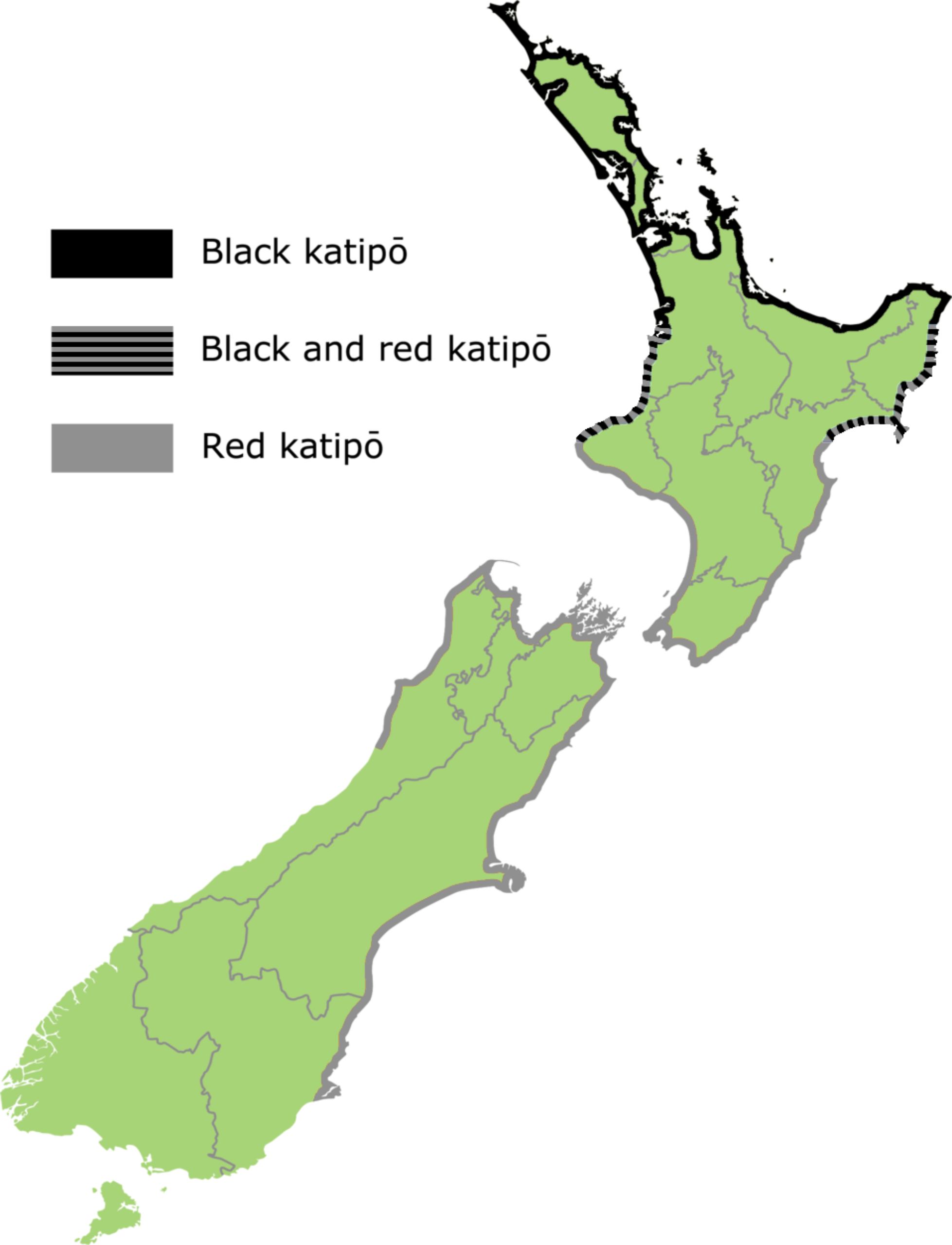
Distribution

Cette espèce est endémique de Nouvelle-Zélande.
Cette espèce vit dans les dunes et sur les plages sous des morceaux de bois.

## Description

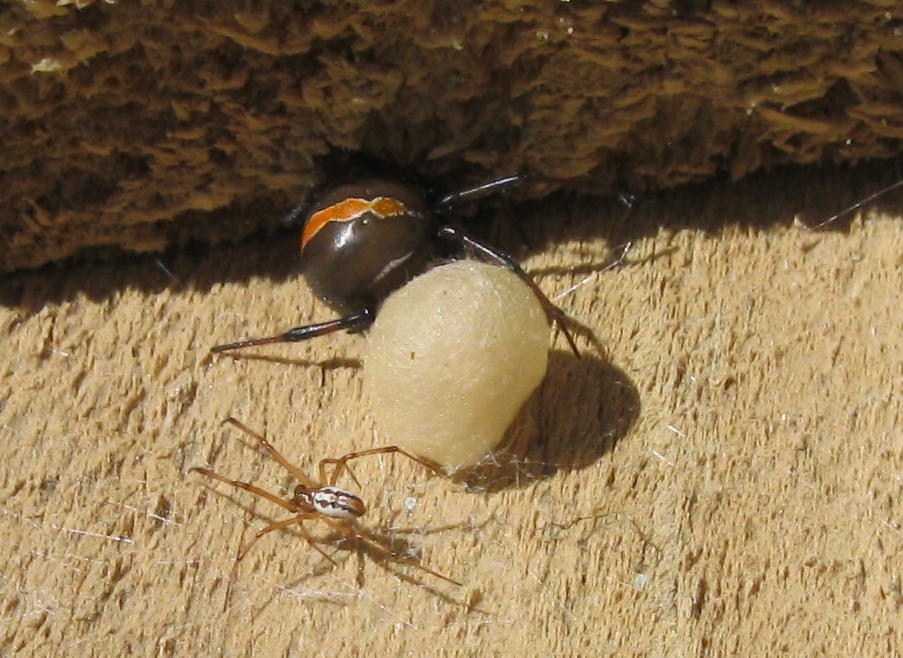
Latrodectus katipo ♀ et ♂

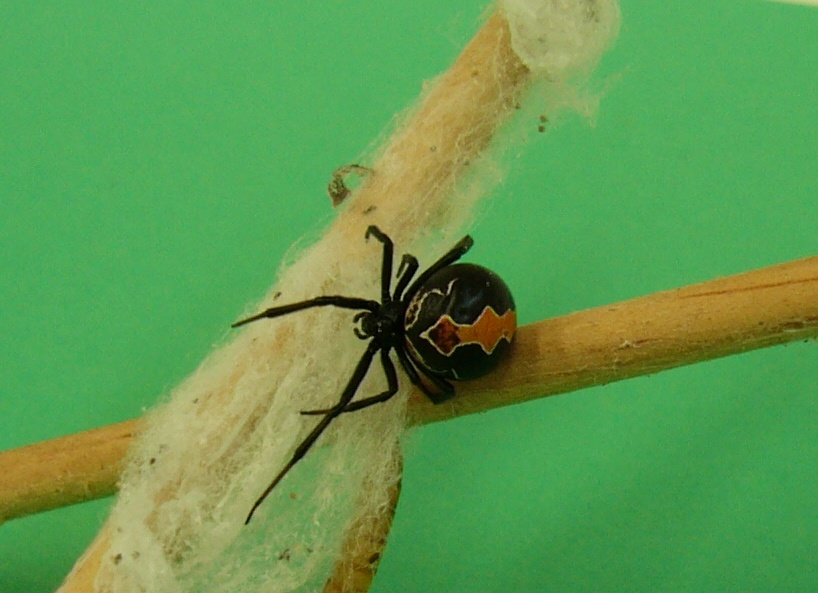
Latrodectus katipo ♀

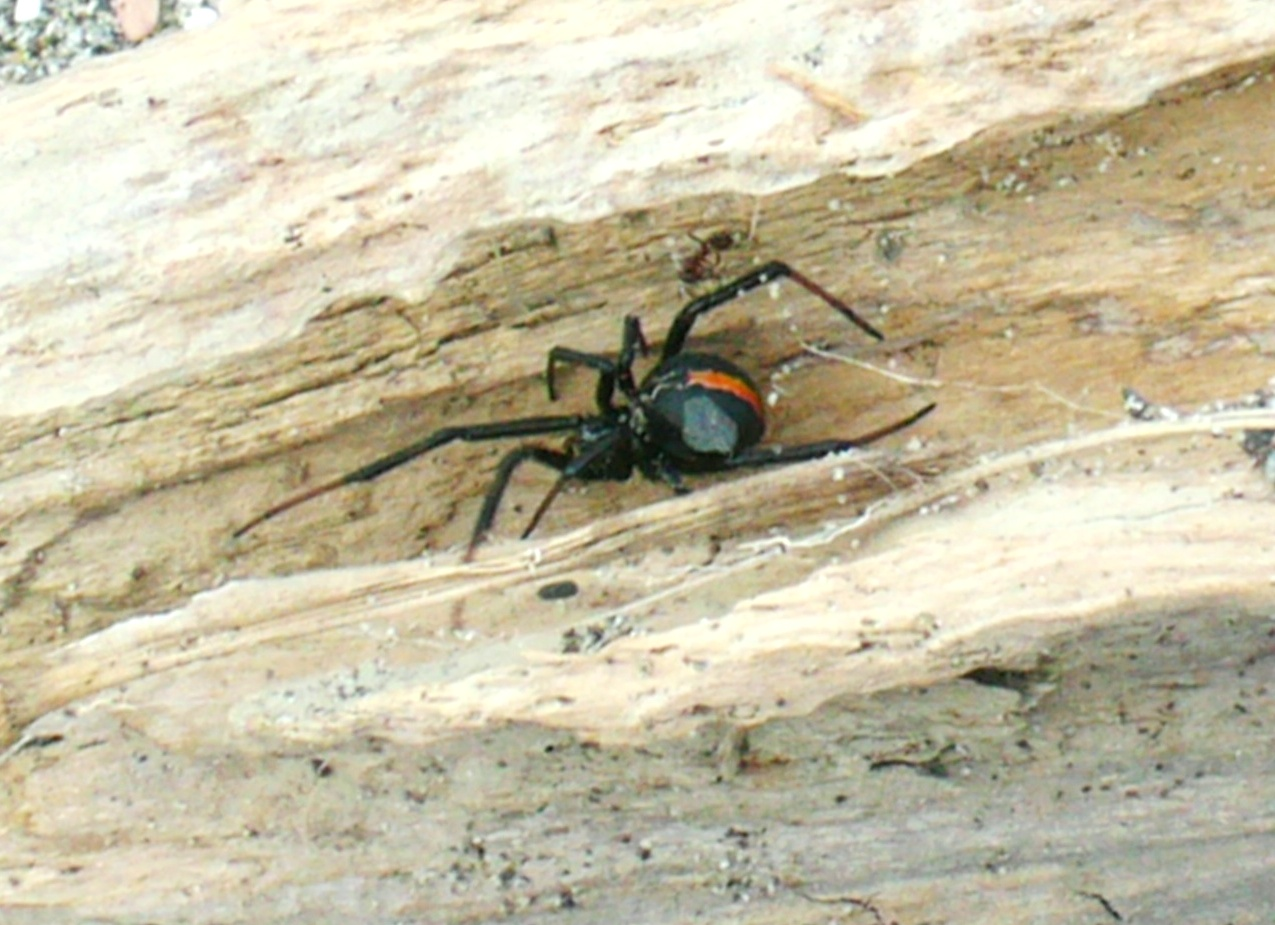
Latrodectus katipo ♀

Le mâle de cette araignée est beaucoup plus petit que la femelle.
Une morsure de Latrodectus katipo produit un syndrome toxique latrodectisme comprenant des douleurs extrêmes et les effets potentiellement systémiques, comme hypertension, convulsions ou coma. Les morsures sont rares et les décès n'ont pas été signalés depuis le XVIIIe siècle. Un sérum antivenimeux est disponible en Nouvelle-Zélande pour le traitement. Le katipo est particulièrement célèbre en Nouvelle-Zélande, la nation étant presque entièrement dépourvue de dangereux animaux sauvages indigènes, malgré ses rares observations.

## Taxonomie
Arthur Urquhart a décrit divers spécimens de cette espèce sous les noms Theridion melanozantha pour les mâles en 1887 et Theridium zebrinia pour les femelles et Latrodectus katipo atritus pour les femelles noires en 1890. Elles ont été placées en synonymie par Vink, Sirvid, Malumbres-Olarte, Griffiths, Paquin et Paterson en 2008.
Latrodectus atritus, considérée comme une espèce valide par Forster en 1995 ne se distinguait que par sa couleur noire, mais Vink et al. ont démontré que la couleur de l'araignée dépend de la température moyenne du lieu.

## Étymologie
Son nom spécifique katipo est l'appellation māori de l'araignée.

## Publication originale
- Powell, 1871 : On Latrodectus (katipo), the poisonous spider of New Zealand. Transactions and Proceedings of the New Zealand Institute, vol. 3, p. 56-59 (texte intégral).